# Muraille de Séoul
La Muraille de Séoul (en Hangeul: 서울성곽, Seoul Seonggwak), ou Hanyang Doseong (en Hangeul: 한양도성, en Hanja: 漢陽都城), est un mur d'enceinte construit par le roi Taejo en 1396 autour de la ville d'Hanyang, aujourd'hui Séoul. La muraille, longue de 18 kilomètres, comporte huit portes : quatre principales qui sont Sukjeongmun, Donuimun, Sungnyemun et Heunginjimun et quatre secondaires. Aujourd'hui, il reste 12 kilomètres de muraille et six des huit portes.

## Histoire

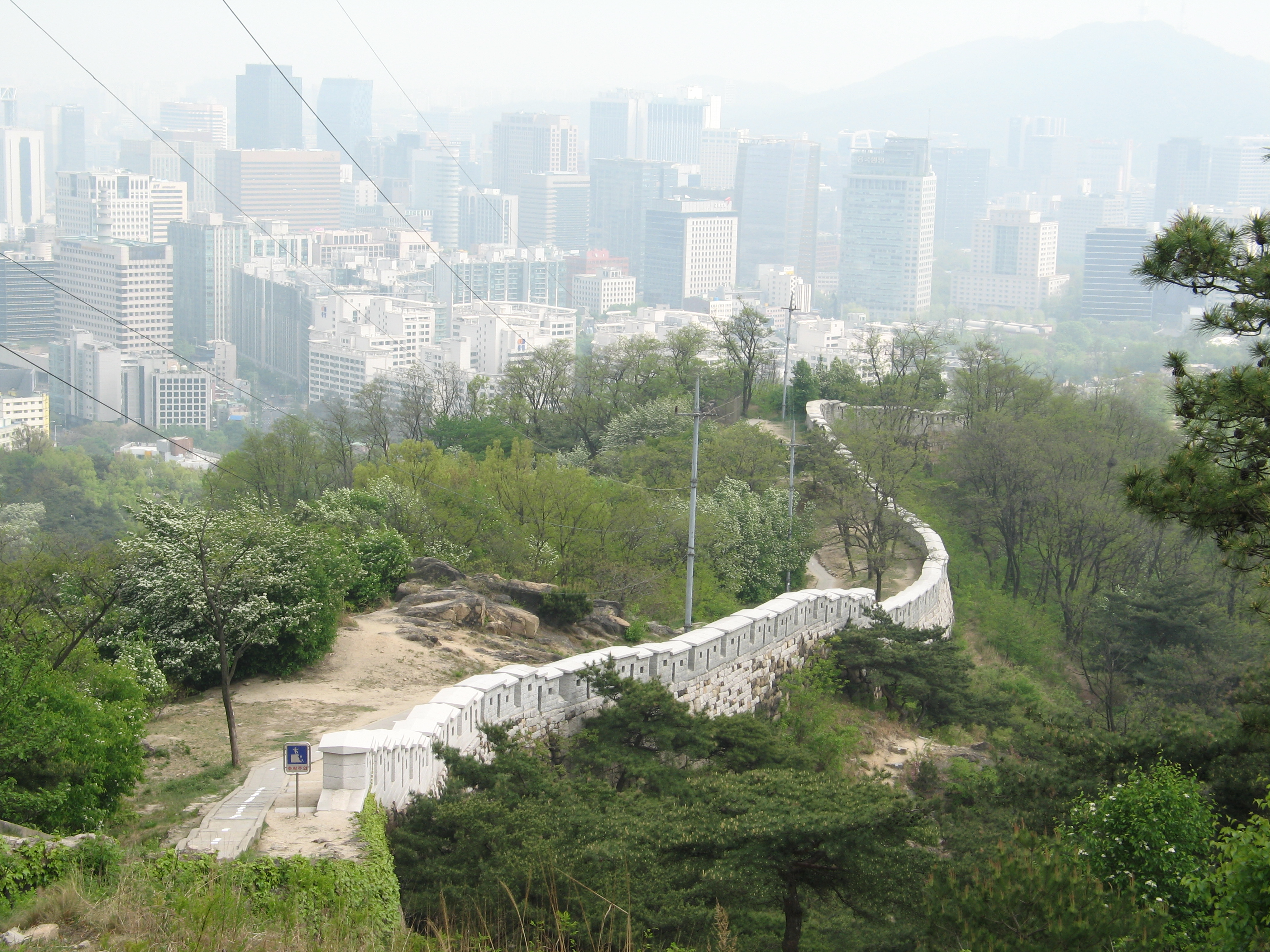
La muraille au mont Inwangsan au Nord-Ouest de Séoul.

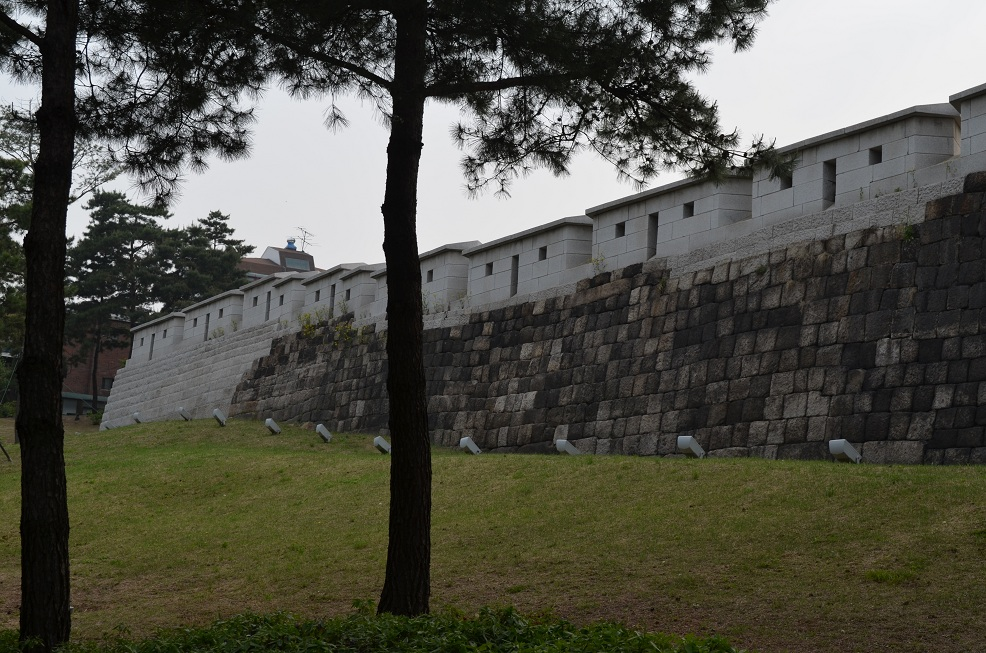
La muraille dans le quartier de Jung-gu.

En 1392, Yi Seong-gye renverse le royaume de Goryeo et devient le roi Taejo, premier roi de la dynastie Joseon (1392-1897). Il décide en 1395 de faire de Hanyang (한양/漢陽), aujourd'hui Séoul (서울), la nouvelle capitale du royaume. La cité, située au Nord du fleuve Han, est agencée selon l'art du Feng Shui,.
Afin de protéger la nouvelle capitale et son palais, le roi ordonne la construction d'une muraille faisant le tour de la ville. La construction débute en 1396, mobilise près de deux cent mille hommes et dure 98 jours. La muraille, d'une circonférence totale de 18 km, s'étend du mont Bugaksan, au Nord, jusqu'au mont Namsan, au Sud.

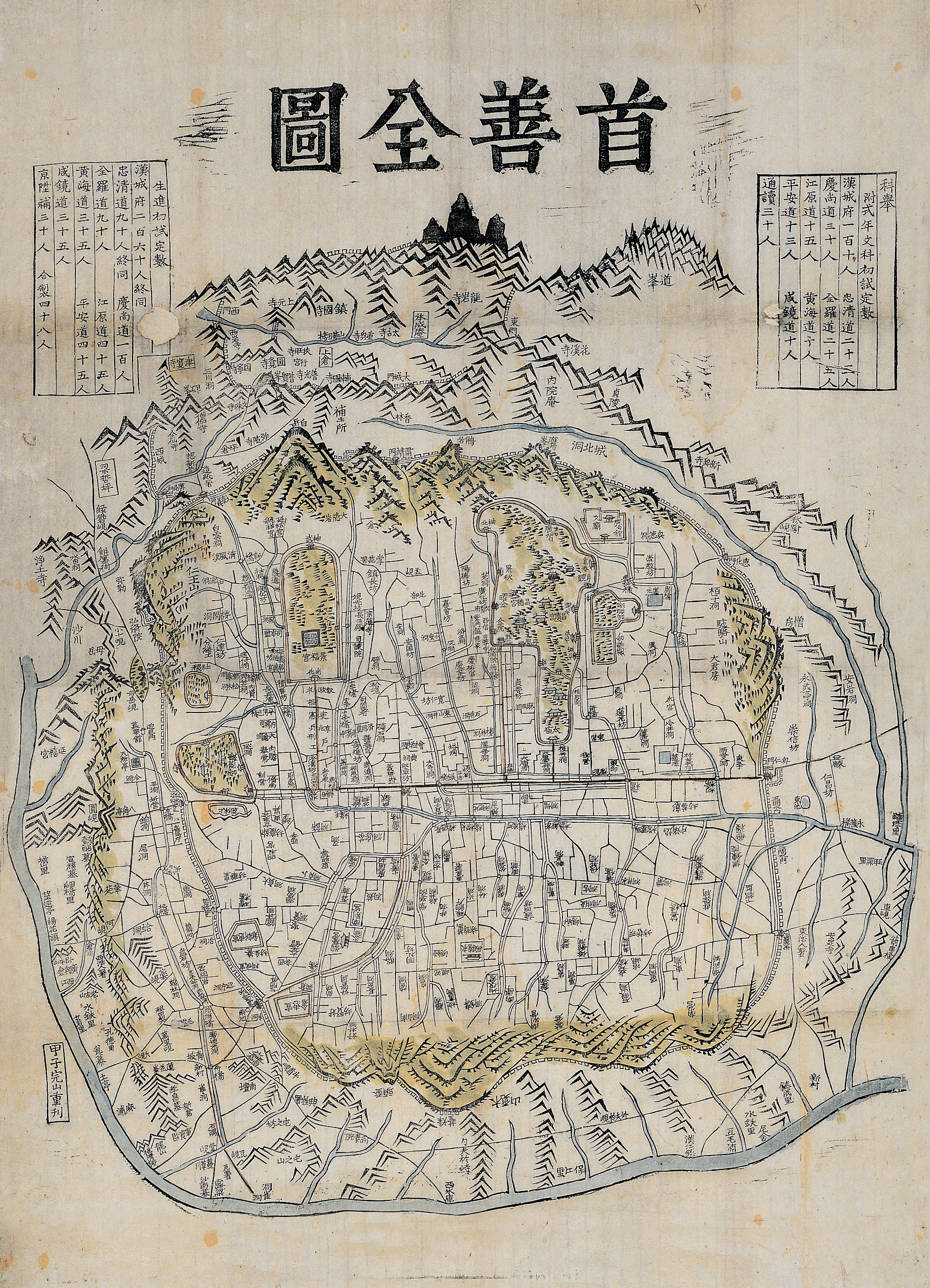
Suseonjeondo, une carte de Séoul datant de 1840.

La muraille comporte quatre portes principales et quatre portes secondaires disposées selon les différents points cardinaux. Ainsi les quatre grandes portes sont Sukjeongmun au Nord,  Sungnyemun au Sud, Heunginjimun à l'Est et Donuimun à l'Ouest. Et les quatre petites portes sont Hyehwamun au Nord-Est, Gwanghuimun au Sud-Est, Souimun au Sud-Ouest et Changuimun au Nord-Ouest.
En 1422, le roi Sejong le Grand, lance une grande rénovation de la forteresse. 
Durant l'occupation japonaise (1910-1945), les portes Sud-Ouest, Ouest et Nord-Est sont détruites respectivement en 1914, 1915 et 1928. Seule la porte Nord-Est est restaurée en 1975.
Le 21 janvier 1963, le site fut déclaré site historique de la Corée du Sud n°10.
Le 10 février 2008, la grande porte Sud de Sungnyemun est réduite en cendres par un pyromane. En février 2010, débute alors un grand projet de rénovation afin de reconstruire l'édifice. Après trois années de travaux, le porte ouvre de nouveau au public en avril 2013 ,.
En décembre 2012, l'UNESCO accepte d'étudier la demande du gouvernement sud-coréen concernant l'inscription de la muraille au patrimoine mondial,.

## Liste des portes
| Grandes portes / 대문 / 大門 | Grandes portes / 대문 / 大門 | Grandes portes / 대문 / 大門 | Grandes portes / 대문 / 大門 | Grandes portes / 대문 / 大門 | Grandes portes / 대문 / 大門        |
| Nom                          | Hangeul                      | Hanja                        | Position                     |                              | Coordonnées                         |
| ---------------------------- | ---------------------------- | ---------------------------- | ---------------------------- | ---------------------------- | ----------------------------------- |
| Sukjeongmun                  | 숙정문                       | 肅靖門                       | Nord                         |                              | 37° 35′ 44,09″ N, 126° 58′ 52,16″ E |
| Sungnyemun                   | 숭례문                       | 崇禮門                       | Sud                          |                              | 37° 33′ 35,9″ N, 126° 58′ 31,11″ E  |
| Heunginjimun                 | 흥인지문                     | 興仁之門                     | Est                          |                              | 37° 34′ 16,15″ N, 127° 00′ 34,7″ E  |
| Donuimun                     | 돈의문                       | 敦義門                       | Ouest                        |                              | 37° 34′ 05,68″ N, 126° 58′ 08,31″ E |
| Petites portes / 소문 / 小門 |                              |                              |                              |                              |                                     |
| Nom                          | Hangeul                      | Hanja                        | Position                     |                              | Coordonnées                         |
| Hyehwamun                    | 혜화문                       | 惠化門                       | Nord-Est                     |                              | 37° 35′ 16,58″ N, 127° 00′ 14,16″ E |
| Gwanghuimun                  | 광희문                       | 光熙門                       | Sud-Est                      |                              | 37° 33′ 51,75″ N, 127° 00′ 36,27″ E |
| Souimun                      | 소의문                       | 昭義門                       | Sud-Ouest                    |                              | 37° 33′ 44,78″ N, 126° 58′ 19,23″ E |
| Changuimun                   | 창의문                       | 彰義門                       | Nord-Ouest                   |                              | 37° 35′ 33,41″ N, 126° 57′ 59,74″ E |